# Klooster van Teplá
Het klooster van Teplá (Tsjechisch: Klášter Teplá) (Duits: Stift Tepl) is een premonstratenzerklooster in het westen van Bohemen in het aartsbisdom Praag. Het klooster werd in 1193 opgericht door de zalige Hroznata. De monniken kwamen uit het Klooster Strahov in Praag.

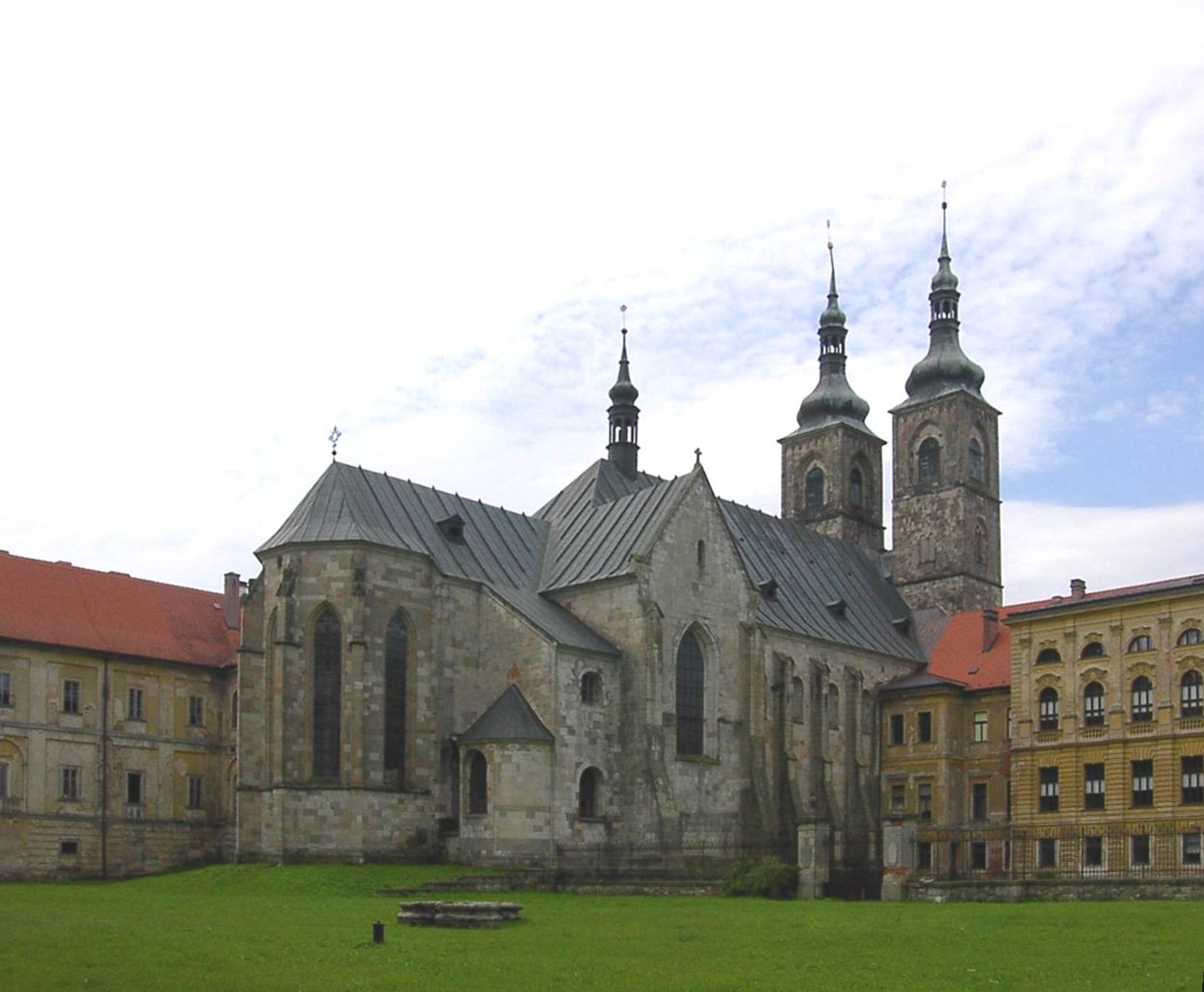
De kerk op het terrein van het klooster van Tepla

Het huidige kloostergebouw werd gebouwd door abt Raimund Wilfert II (1688-1724), de bibliotheek werd gebouwd door de abt Gilbert Helmer (vanaf 1900). De romaanse kerk met neogotische toevoegingen is een van de oudste kerken in Bohemen. Het hoogaltaar van de kerk werd in 1750 gebouwd door Josef Lauermann en Ignatius Platzer. Na de zaligverklaring van Hroznata in 1897 werden zijn overblijfselen in de apsis tentoongesteld. De oorspronkelijke begraafplaats van Hroznata was op de vloer voor het hoogaltaar, waar zijn originele sarcofaag staat om de plek te markeren.